# Partido por el centenario de la selección de fútbol de Chile
El partido de conmemoración del centenario de la selección de fútbol de Chile fue un partido disputado entre las selecciones de Chile y Uruguay el 17 de noviembre de 2010. Este lance fue realizado para conmemorar el centenario del primer partido de la selección chilena, ocurrido el 27 de mayo de 1910 ante Argentina. Chile venció a los «charrúas» por 2:0, con goles de Alexis Sánchez y Arturo Vidal. Sin embargo, este partido tuvo carácter extraordinario, es decir, no estaba en disputa trofeo alguno.
Como forma de burla al recién elegido presidente de la ANFP, Jorge Segovia, un gran número de hinchas chilenos prometió e instó a los demás a bajarse los pantalones y mostrar los glúteos (gesto que en Chile es conocido como carapálida) al minuto 40 del primer tiempo para mofarse de Segovia, ya que en una conferencia Marcelo Bielsa declaró que no trabajaría con él bajo ningún pretexto. Carabineros aseguró que detendría todos aquellos que lo hicieran, no obstante, el carapálida no se realizó debido a que el gol de Sánchez fue al minuto 39.

## Homenajes
Previo al encuentro, se rindieron homenajes a representantes de todas las selecciones mundialistas de Chile y a la primera selección de su historia.
- Copa Mundial de Fútbol de 1930: Manuel Burboa.
- Copa Mundial de Fútbol de 1950: Sergio Livingstone.
- Copa Mundial de Fútbol de 1962: Sergio Navarro.
- Copa Mundial de Fútbol de 1966: Carlos Campos.
- Copa Mundial de Fútbol de 1974: Carlos Caszely (recibió el homenaje Antonio Arias en reemplazo de Caszely, quien no pudo asistir al evento).
- Copa Mundial de Fútbol de 1982: Mario Soto y Rodolfo Dubó.
- Copa Mundial de Fútbol de 1998: José Luis Sierra.
- Copa Mundial de Fútbol de 2010: Miguel Pinto.

Asimismo, también fueron premiados:
- Leonardo Gibson, uno de los integrantes de la selección de 1910 (recibió el homenaje su bisnieto Carlos Jara Gibson).
- Fernando Riera, técnico de Chile en el Mundial de 1962 (recibió el homenaje su hija).
- Marcelo Salas, 3er goleador histórico de la selección.
- Leonel Sánchez, futbolista con más participaciones.
- Iván Zamorano, capitán de Chile en los Juegos Olímpicos de Sídney 2000.
- Nelson Acosta, técnico con más partidos dirigidos.
- Marcelo Bielsa, técnico con el mejor rendimiento histórico.

## El partido
| 1          | POR        | Claudio Bravo   |       |
| 17         | DEF        | Gary Medel      | 90+1' |
| 3          | DEF        | Waldo Ponce     |       |
| 18         | DEF        | Gonzalo Jara    |       |
| 4          | MED        | Mauricio Isla   | 77'   |
| 13         | MED        | Marco Estrada   | 71'   |
| 8          | MED        | Arturo Vidal    |       |
| 16         | MED        | Fabián Orellana | 71'   |
| 7          | DEL        | Alexis Sánchez  |       |
| 9          | DEL        | Humberto Suazo  | 61'   |
| 11         | DEL        | Mark González   | 76'   |
| Entrenador | Entrenador | Marcelo Bielsa  |       |

| 1          | POR        | Fernando Muslera         |     |
| 16         | DEF        | Maximiliano Pereira      | 79' |
| 2          | DEF        | Diego Lugano             |     |
| 6          | DEF        | Mauricio Victorino       |     |
| 4          | DEF        | Jorge Fucile             |     |
| 17         | MED        | Egidio Arévalo Ríos      | 64' |
| 5          | MED        | Walter Gargano           |     |
| 11         | MED        | Álvaro Pereira           | 64' |
| 10         | MED        | Diego Forlán             | 78' |
| 20         | DEL        | Edinson Cavani           |     |
| 9          | DEL        | Luis Suárez              | 46' |
| Entrenador | Entrenador | Óscar Washington Tabárez |     |

| 22 | DEL | Esteban Paredes   | 61'   |
| 6  | MED | Carlos Carmona    | 65'   |
| 10 | MED | Pedro Morales     | 71'   |
| 15 | DEL | Jean Beausejour   | 76'   |
| 20 | MED | Rodrigo Millar    | 77'   |
| 5  | DEF | Claudio Maldonado | 90+1' |

| 7  | DEL | Cristian Rodríguez | 46' |
| 8  | MED | Sebastián Eguren   | 64' |
| 18 | MED | Gastón Ramírez     | 64' |
| 13 | DEL | Sebastián Abreu    | 78' |
| 22 | DEF | Martín Cáceres     | 79' |

| Anotado | 38' | Alexis Sánchez | 1–0 |
| Anotado | 74' | Arturo Vidal   | 2–0 |

| Amonestado | 67' | Mauricio Isla |  |
| Amonestado | 87' | Waldo Ponce   |  |

| Amonestado | 19' | Walter Gargano |  |
| Amonestado | 24' | Álvaro Pereira |  |
| Amonestado | 29' | Diego Lugano   |  |
| Amonestado | 41' | Edinson Cavani |  |

| Otorgado · Expulsado | 41' | Walter Gargano |  |

|                     |                       |
| Árbitro             | Carlos Manuel Torres  |
| Árbitros asistentes | Juan Antonio Maturana |
| Árbitros asistentes | Francisco Mondría     |
| Cuarto Árbitro      | Pablo Pozo            |

| 1          | POR        | Claudio Bravo   |       |
| 17         | DEF        | Gary Medel      | 90+1' |
| 3          | DEF        | Waldo Ponce     |       |
| 18         | DEF        | Gonzalo Jara    |       |
| 4          | MED        | Mauricio Isla   | 77'   |
| 13         | MED        | Marco Estrada   | 71'   |
| 8          | MED        | Arturo Vidal    |       |
| 16         | MED        | Fabián Orellana | 71'   |
| 7          | DEL        | Alexis Sánchez  |       |
| 9          | DEL        | Humberto Suazo  | 61'   |
| 11         | DEL        | Mark González   | 76'   |
| Entrenador | Entrenador | Marcelo Bielsa  |       |

| 1          | POR        | Fernando Muslera         |     |
| 16         | DEF        | Maximiliano Pereira      | 79' |
| 2          | DEF        | Diego Lugano             |     |
| 6          | DEF        | Mauricio Victorino       |     |
| 4          | DEF        | Jorge Fucile             |     |
| 17         | MED        | Egidio Arévalo Ríos      | 64' |
| 5          | MED        | Walter Gargano           |     |
| 11         | MED        | Álvaro Pereira           | 64' |
| 10         | MED        | Diego Forlán             | 78' |
| 20         | DEL        | Edinson Cavani           |     |
| 9          | DEL        | Luis Suárez              | 46' |
| Entrenador | Entrenador | Óscar Washington Tabárez |     |

| 22 | DEL | Esteban Paredes   | 61'   |
| 6  | MED | Carlos Carmona    | 65'   |
| 10 | MED | Pedro Morales     | 71'   |
| 15 | DEL | Jean Beausejour   | 76'   |
| 20 | MED | Rodrigo Millar    | 77'   |
| 5  | DEF | Claudio Maldonado | 90+1' |

| 7  | DEL | Cristian Rodríguez | 46' |
| 8  | MED | Sebastián Eguren   | 64' |
| 18 | MED | Gastón Ramírez     | 64' |
| 13 | DEL | Sebastián Abreu    | 78' |
| 22 | DEF | Martín Cáceres     | 79' |

| Anotado | 38' | Alexis Sánchez | 1–0 |
| Anotado | 74' | Arturo Vidal   | 2–0 |

| Amonestado | 67' | Mauricio Isla |  |
| Amonestado | 87' | Waldo Ponce   |  |

| Amonestado | 19' | Walter Gargano |  |
| Amonestado | 24' | Álvaro Pereira |  |
| Amonestado | 29' | Diego Lugano   |  |
| Amonestado | 41' | Edinson Cavani |  |

| Otorgado · Expulsado | 41' | Walter Gargano |  |

|                     |                       |
| Árbitro             | Carlos Manuel Torres  |
| Árbitros asistentes | Juan Antonio Maturana |
| Árbitros asistentes | Francisco Mondría     |
| Cuarto Árbitro      | Pablo Pozo            |